# Intel·ligència espacial
La intel·ligència espacial és la intel·ligència més bàsica de les descrites a la Teoria de les intel·ligències múltiples, ja que procedeix dels mecanismes d'orientació ancestrals. Aquest tipus d'intel·ligència es relaciona amb la capacitat que té l'individu davant aspectes com el color, la línia, la forma, la figura, l'espai, i la relació que existeix entre ells. És a més a més la capacitat que té una persona per a processar informació en tres dimensions.
Les competències intel·lectuals bàsiques són percebre la realitat, apreciant mides, direccions i relacions espacials; reproduir mentalment objectes que s'han observat, reconèixer el mateix objecte en diferents circumstàncies (la imatge queda tan fixa que l'individu és capaç d'identificar-, independentment del lloc, posició o situació en què l'objecte es trobi), anticipar-se a les conseqüències de canvis espacials, i avançar i imaginar o suposar com pot variar un objecte que pateix algun tipus de canvi; descriure coincidències o similituds entre objectes que llueixen diferents; identificar aspectes comuns o diferents en els objectes que es troben al voltant de l'individu, i tenir un sentit comú de la direcció.

## Nota
1. ↑  Juan Rodríguez. Literatura espanyola contemporània: materials auxiliars, textos i documents.  Univ. Autònoma de Barcelona, 1995, p. 52–. ISBN 9788449004490.